# Castello di Belforte (Monfalcone)
Il castello di Belforte era un castello del XIII secolo costruito dai veneziani su un'isola artificiale alla foce del fiume Timavo, nel territorio del comune di Monfalcone, nella regione italiana del Friuli-Venezia Giulia. La realizzazione ebbe inizio nel 1284, durante una guerra con il Patriarcato di Aquileia, tramite la creazione di un'isola artificiale. Nei secoli successivi il castello, noto per l'armonia delle sue forme, venne abbandonato e la stessa isola venne progressivamente erosa del mare.

## Storia

### La costruzione

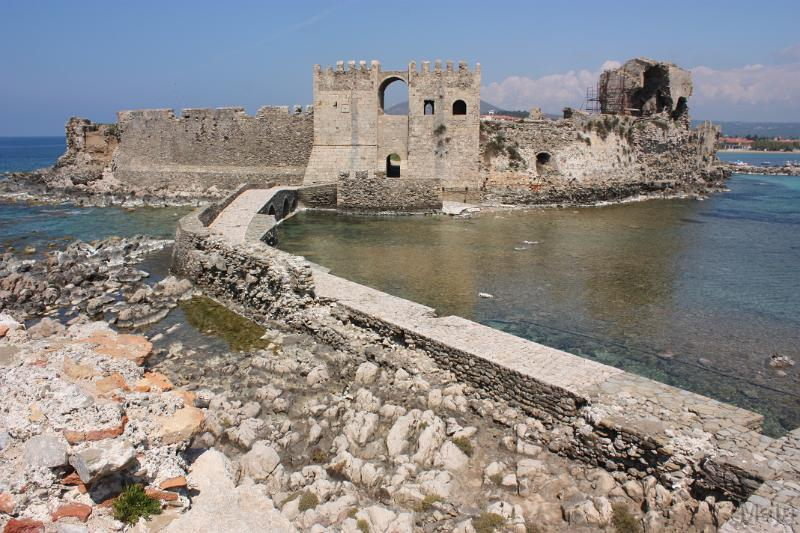
Le rovine del castello veneziano di Modone (Grecia), su un isolotto di fronte alla riva, per il quale sono state suggerite possibili similitudini con il perduto castello di Belforte.

Nel 1284, durante una guerra tra la Repubblica di Venezia e il Patriarcato del Friuli, il doge Giovanni Dandolo ordinò la costruzione di un forte che bloccasse il porto fluviale del Timavo, unico sbocco al mare del Patriarcato in grado di fornire assistenza a Trieste assediata.
Il 27 o 28 giugno su una secca di fronte alla foce del Timavo vennero quindi affondate tre vecchie navi cariche di massi. Pietrame e terra trasportati da altre imbarcazioni completarono la base dell'isola artificiale sulla quale venne edificato il castello, a pianta circolare, forse sul modello dei forti veneziani di Modone e Corone, nel Peloponneso. È stato ipotizzato che per la realizzazione dell'edificio si siano sfruttati anche le fondamenta di un antico faro romano.
La nuova isola, che sorgeva «a un tiro di balestra dalla costa», era difesa dalle mareggiate da una muraglia di blocchi di pietra nota come “Porporella”. I lavori di costruzione della fortificazione, che sorgeva quasi di fronte al vecchio castello di Duino, vennero completati nel 1285, in meno di dieci mesi.
Il castello di Belforte, che era parzialmente collegato con un ponte di legno al vicino isolotto della Punta, consentiva di bloccare efficacemente il traffico del porto fluviale del Timavo, anche tramite un sistema di catene tese tra le sponde.

### Le vicende e l'abbandono
Il castello di Belforte ospitava una guarnigione di circa cento soldati e contribuì al successo dell'assedio di Trieste, che capitolò nel 1285. I lavori di consolidamento delle fortificazioni vennero portati avanti anche negli anni successivi. Solo nel 1291, in seguito a sopraggiunti accordi di pace, vennero tolte le catene che bloccavano l'ingresso del porto friulano del Timavo.
La fortezza continuò a costituire un importante avamposto di Venezia verso il Friuli, ruolo che si accrebbe anzi dopo il passaggio di Trieste all'Austria nel secolo successivo (1382).
Nel 1420, con il passaggio di Monfalcone a Venezia, questo ruolo viene infine meno. La guarnigione abbandonò l'isola e si attestò sulla terraferma, sull'altura della Rocca di Monfalcone.
Nel 1493 Marin Sanudo il Giovane descrive il castello come ormai in rovina, ma un secolo dopo un altro viaggiatore ne descrive ancora la forma e la “porporella”.
Le ultime attestazioni si hanno sia in una mappa del 1651, sia in una del 1745.

### Le rovine
I resti del castello e dell'isola giacciono oggi, coperti dal fango, nel mare davanti alla zona industriale del Lisert (Monfalcone). Recenti indagini hanno proposto la sua individuazione nel sito noto come “il Balo”.